# Charles McCurdy
Charles Albert McCurdy (13 mars 1870 - 10 novembre 1941) est un député libéral britannique et ministre dans le gouvernement de coalition Lloyd George. Il est nommé membre du Conseil privé en 1920.

## Biographie
McCurdy fait ses études à la Loughborough Grammar School et au Pembroke College de Cambridge.
Il est ensuite avocat. Il est élu député de Northampton, alors circonscription de deux députés, en 1910. Il est réélu en 1918 mais la circonscription est réduite à un député, son ancien co-membre libéral Hastings Lees-Smith ayant cherché une circonscription ailleurs et rejoint le Parti travailliste.
Il est secrétaire parlementaire du ministère du contrôle alimentaire de 1919 à 1920, puis ministre du contrôle alimentaire en 1920. Après la suppression du ministère du Contrôle des aliments en avril 1921, il est nommé whip en chef libéral de la Coalition (Secrétaire parlementaire du Trésor) en remplacement de Frederick Guest. Guest avait occupé ce poste lors des négociations de 1918 avec les unionistes. Contrairement à Guest, McCurdy est plus préoccupé par le renforcement de la part des libéraux dans la coalition et adopte une ligne beaucoup plus ferme avec les unionistes. Un jeune whip unioniste Robert Sanders, écrit dans son journal que McCurdy est « un type particulièrement mauvais… l'inverse… de Guest ». McCurdy favorise une élection générale en janvier 1922 et la formation d'un Parti du centre composé de libéraux, de conservateurs modérés et de députés travaillistes modérés. En mars 1922, McCurdy écrit à Lloyd George affirmant que cent députés unionistes feraient défection si un parti du centre est formé. Lloyd George, cependant, décide de rester avec la Coalition. Il quitte ses fonctions avec Lloyd George lorsque les unionistes mettent fin à la coalition en octobre 1922.
Après la fin de la coalition, McCurdy favorise la réunion libérale. Il joue un rôle influent dans l'élaboration du manifeste des libéraux pour les élections générales de 1923, le faisant avancer dans la direction du libre-échange. Cependant, il n'est pas réélu à cette élection. Il meurt en novembre 1941, âgé de 71 ans, un mois avant son ancien co-membre de Northampton, Hastings Lees-Smith.
La nièce de McCurdy, Margaret Wingfield, est une membre influente du Parti libéral, et finalement sa présidente.